# Сандра Проспер
Сандра Проспер (англ. Sandra Prosper) — гаїтянсько-американська акторка. Відома роль — Шейла Морріс у телесеріалі «Усі жінки — відьми».
Запрошена зірка в т/с «Здорова їжа», «CSI: Маямі» і «Швидка допомога». Отримала невелику постійну роль в т/с «Перший понеділок» (2002).
Її фільмографія включає: «Американська трагедія» (2000), «Як Майк» (2002) та «Перелом» (2007).